# MŠK Žilina
El MŠK Žilina és un club eslovac de futbol de la ciutat de Žilina.

## Història
Evolució del nom:
- 1909: Zsolnai Testgyakorlók Köre (ZsTK)
- 1910: Zsolnai Sport Egyesület
- 1919: SK Žilina
- 1948: Sokol Slovena Žilina
- 1953: Jiskra Slovena Žilina
- 1956: DSO Dynamo Žilina
- 1963: Jednota Žilina
- 1967: TJ ZVL Žilina
- 1990: ŠK Žilina
- 1995: MŠK Žilina

## Palmarès
- Lliga eslovaca de futbol: 1928, 1929, 2002, 2003, 2004, 2007, 2010, 2012, 2017
- Copa eslovaca de futbol: 1960/61
- Supercopa eslovaca de futbol: 2003, 2004, 2007, 2010